# Francesco Queirolo
Pour les articles homonymes, voir Queirolo.
Francesco Queirolo, né à Gênes en 1704 et mort à Naples en 1762, est un sculpteur italien.

## Biographie
Après avoir étudié à Gênes avec Bernardo Schiaffino (en), Francesco Queirolo s'installe à Rome dans les années 1720 (sous la protection du Cardinal Spinola) où il entre dans l'atelier de Giuseppe Rusconi.
En 1733, il reçoit un troisième prix dans la première classe de sculpture de l'Accademia di San Luca.
Influencé par Antonio Corradini, il s'installe à Naples en 1752.

## Œuvres

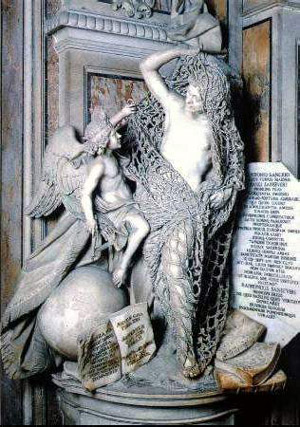
La Désillusion.

Une de ses premières œuvres signées est un buste en marbre grandeur nature de Clément XII (années 1730), conservé à la galerie Corsini à Florence.
Lors de son séjour à Rome, il réalise notamment des statues de Saint Charles Borromeo et de Saint Bernard pour la façade de la basilique Sainte-Marie-Majeure, un buste de Christine de Suède (1740), la représentation de l'automne pour la Fontaine de Trevi (1749) et le tombeau de la duchesse Grillo dans la basilique Sant'Andrea delle Fratte (1752).
À partir de 1752, à Naples, il travaille essentiellement à la décoration de la Cappella Sansevero. Il y réalise notamment son chef-d'œuvre, Il Disinganno (« La Désillusion »), qui représente un homme pris dans un filet. Autres oeuvres dans la chapelle: allégories de la sincérité, de l'éducation, de l'amour divin, de la libéralité.